# 1623
- Wikisource

| Calendário gregoriano                                                        | 1623 MDCXXIII                       |
| Ab urbe condita                                                              | 2376                                |
| Calendário arménio                                                           | 1072 – 1073                         |
| Calendário bahá'í                                                            | -221 – -220                         |
| Calendário budista                                                           | 2167                                |
| Calendário chinês                                                            | 4319 – 4320 Início a 31 de janeiro  |
| Calendário copta                                                             | 1339 – 1340                         |
| Calendário etíope                                                            | 1615 – 1616                         |
| Calendários hindus - Vikram Samvat - Calendário nacional indiano - Cáli Iuga | 1678 – 1679 1544 – 1545 4723 – 4724 |
| Calendário Holoceno                                                          | 11623                               |
| Calendário islâmico                                                          | 1032 – 1033                         |
| Calendário judaico                                                           | 5383 – 5384                         |
| Calendário persa                                                             | 1001 – 1002                         |
| Calendário rúnico                                                            | 1873                                |
| Calendário solar tailandês                                                   | 2166                                |

1623 (MDCXXIII, na numeração romana) foi um ano comum do século XVII do actual Calendário Gregoriano, da Era de Cristo, e a sua letra dominical foi A (52 semanas). Teve início a um domingo e terminou também a um domingo.
| Ano completo                    |
| ------------------------------- |
| Ano comum com início ao domingo |

## Eventos
- Fundação da primeira colônia britânica de Pannaway (atual Rye) em Nova Hampshire, Estados Unidos.

### Agosto
- 6 de agosto - Papa Urbano VIII é eleito Papa.
- 12 de Novembro - São Josafá Kuncewicz sofre o martírio.

### Em andamento
- Guerra dos Trinta Anos (1618–1648)

## Nascimentos
- 19 de Junho - Blaise Pascal, matemático francês (m. 1662).

## Mortes
- 23 de Junho - Reineryus Bontius, médico holandês e reitor da Universidade de Leiden (n. 1576).
- 08 de Julho - Papa Gregório XV (n. 1554).
- 06 de Agosto - Anne Hathaway (n. 1556).
- 12 de Novembro - São Josafá Kuncewicz